# Pimelea suaveolens
Pimelea suaveolens är en tibastväxtart. Pimelea suaveolens ingår i släktet Pimelea och familjen tibastväxter.

## Underarter
Arten delas in i följande underarter:
- P. s. flava
- P. s. suaveolens